# Naturschutzgebiet Hangquellen an der Tannenstraße
Koordinaten: 51° 23′ 46″ N, 6° 49′ 13″ O

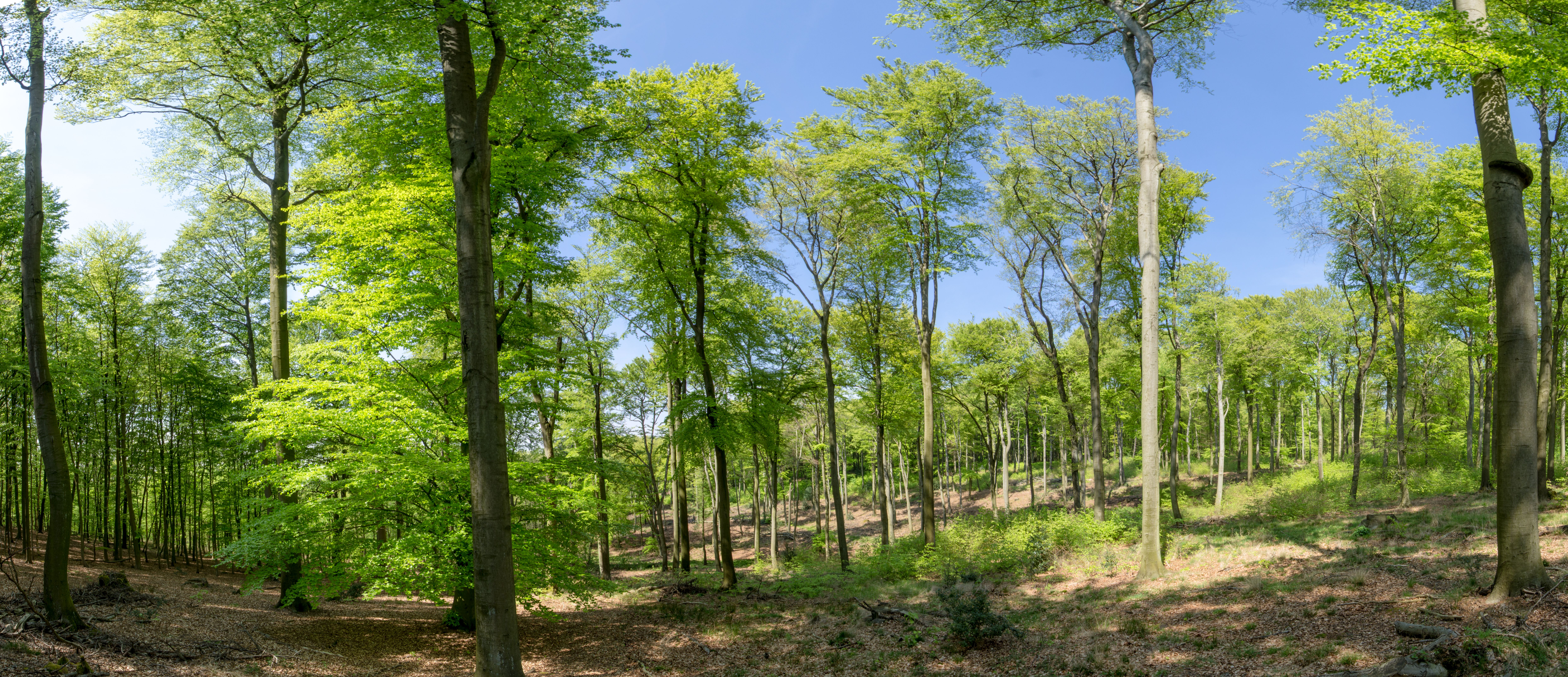
Naturschutzgebiet Hangquellen an der Tannenstraße (Mai 2016)

Das Naturschutzgebiet Hangquellen an der Tannenstraße liegt auf dem Gebiet der kreisfreien Stadt Mülheim an der Ruhr in Nordrhein-Westfalen.
Das Gebiet erstreckt sich südwestlich der Kernstadt von Mülheim an der Ruhr und östlich von Bissingheim, einem Stadtteil von Duisburg. Am nordwestlichen und südwestlichen Rand des Gebietes verläuft die A 3.

## Bedeutung
Das etwa 74,6 ha große Gebiet wurde im Jahr 2005 unter der Schlüsselnummer MH-012 unter Naturschutz gestellt. Schutzziele sind der Erhalt und die Entwicklung eines naturnahen Waldkomplexes mit mehreren Fließgewässern im Ballungsraum Ruhrgebiet als Lebensraum waldbewohender Tier- und Pflanzenarten.

## Sonstiges
In den 1930er Jahren befand sich im heutigen Naturschutzgebiet ein Segelflugplatz des Duisburg-Mülheimer Flugsportverein e. V. Der sandige Hang am Ellenberg wird heute noch Fliegerberg genannt und ist ein Trittsteinbiotop für seltene Tiere und Pflanzen. Dort leben unter anderem Sandbienen, Bienenwölfe und Ameisenlöwen.